# 蘿絲·克里夫蘭
蘿絲·伊麗莎白·「利比」·克里夫蘭（Rose Elizabeth "Libby" Cleveland，1846年6月13日—1918年11月22日），於1885年至1886年間擔任美國第一夫人。不过她并非总统之妻，而是总统格羅弗·克里夫蘭的妹妹，由于哥哥1885年当选总统时尚未结婚，她便代行第一夫人职责。她擔任了第一夫人15個月，哥哥與弗朗西絲·克利夫蘭结婚后卸任。

## 生平

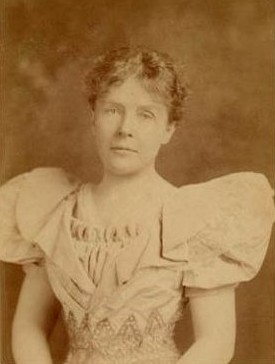
蘿絲·克里夫蘭

### 早年
蘿絲·伊麗莎白·克里夫蘭於1846年6月13日出生於紐約州水牛城，是理察·法利·克里夫蘭和安·尼爾·克里夫蘭（Ann Neal Cleveland）九個孩子中的老么，蘿絲的家人稱她為「利比」（Libby）。1853年9月，蘿絲全家搬到了霍蘭帕騰特，她的父親在那裡擔任長老教會的牧師，並於次月去世，蘿絲的哥哥格羅弗·克里夫蘭當時16歲，他決定幫助養家糊口，格羅弗辦理了退學並前往了紐約市，擔任州立盲人學校的教師。蘿絲則在紐約州柯林頓的霍頓神學院（Houghton Seminary）就讀，後來成為該校的一名教師。1880年代，她回到了霍蘭帕騰特照顧她的母親。在此期間，她在主日學校任教，並從事一些文學工作。當她不再以這種方式工作後，她在霍蘭帕騰特的莊園全心全意照顧她的母親，直至1882年她母親去世。她母親去世後，蘿絲獨自留在了被稱為「雜草」的莊園
蘿絲還曾在印第安納州拉法葉的大學學院、賓夕法尼亞州蒙西的私立學校任教。

### 白宮生涯
1885年3月4日，她的哥哥格羅弗·克里夫蘭當選美國第22任總統，由於他當時單身，於是蘿絲搬到了華盛頓特區並成為了美國第一夫人，在舉行了總統就職典禮後，她成為了白宮的女主人，並在那裡生活了15個月。
蘿絲是一位受過良好教育的女性，她更熱衷於教育事業，而不是招待內閣夫人和外國政要，她履行第一夫人的職責只是為了幫助她哥哥。當格羅弗與弗朗西斯·克利夫蘭結婚後，蘿斯離開了白宮，開始了教育事業。她成為印第安納州拉法葉大學學院的校長、作家和講師，以及芝加哥雜誌《文學生活》的編輯。

### 晚年

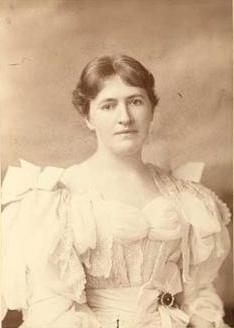
伊萬傑琳·馬爾斯·惠普爾

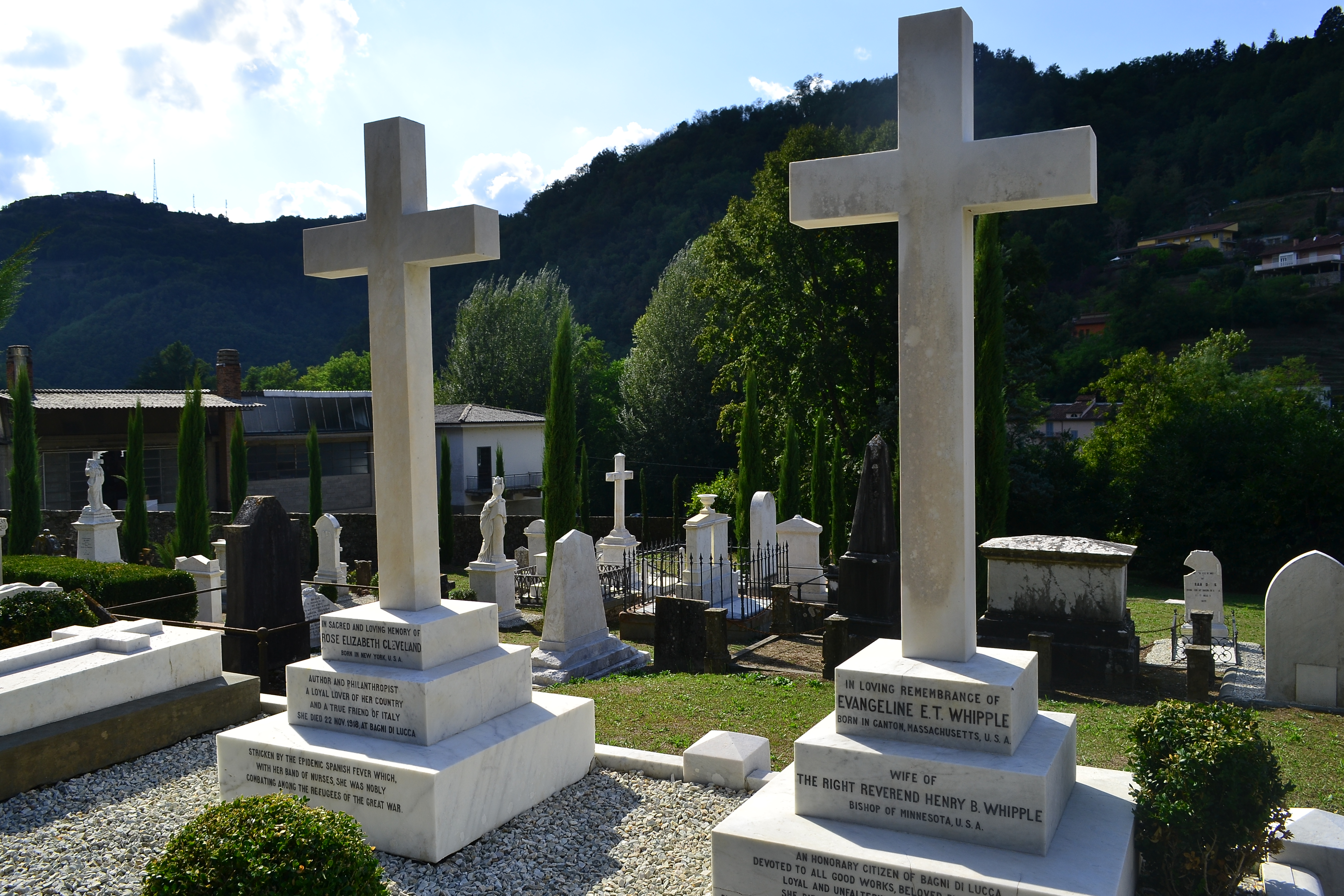
蘿絲及伊萬傑琳的墓（巴尼-迪盧卡）

1890年，蘿絲與一位年輕的寡婦伊萬傑琳·馬爾斯·惠普爾開始了戀愛，並開始了通信。1896年，伊萬傑琳不顧蘿絲的反對與美國聖公會的主教亨利·本傑明·惠普爾結婚，這導致他們信件的語氣變得冷淡。1901年，亨利去世後，她們重新建立了關係，並於1910年一起搬到了義大利佛羅倫斯照顧伊萬傑琳生病的弟弟，兩年後他去世。之後她們在巴尼-迪盧卡定居下來。1918年11月22日，蘿絲在照顧朋友時因感染了西班牙流感去世，享年72歲，他被安葬在巴尼-迪盧卡英國公墓。12年後，伊萬傑琳去世，她們被埋在同一個墓地。

## 作品
- 《George Eliot's Poetry, and other Studies》（1885年，紐約，LCCN 74-4275）
- 《The Long Run》（1886年，LCCN 06-20752）
- 《You and I: Moral, Intellectual and Social Culture》（1886年）
- 《The Soliloquies of St. Augustine》（1910年）